# Rudolph Petrikat
Rudolph Petrikat, auch Rudolf Petrikat (* 19. Juni 1916 in Romeyken, Ostpreußen; † 9. Juni 1998 in Einbeck) war ein deutscher Bildhauer. Er wurde unter anderem bekannt durch seine Mitarbeit in der Göttinger Künstlergruppe „Kreis 34“.

## Leben
Rudolph Petrikat wuchs in der Zwischenkriegszeit zusammen mit der Malerin Anita Brügel-Petrikat auf und arbeitete nach dem Schulbesuch in Stallupönen zunächst für dreieinhalb Jahre im väterlichen landwirtschaftlichen Betrieb in Hussehnen. Anschließend trat er in die Kriegsmarine ein. 1942 wurde er zu den Fallschirmjägern versetzt. Petrikat floh nach dem Krieg und kurzer Gefangenschaft 1946 mit seiner Familie nach Kalefeld. Dort begann er mit der handwerklichen Arbeit an Grabkreuzen, Handpuppenspielen und Karussellrosetten. Daneben beschäftigte er sich mit Dorftheaterspiel, dem Schreiben von Revuestücken, Gemeinderatstätigkeit sowie ersten Gestaltungsversuchen in der figurativen Holzplastik.
1948 bis 1950 erhielt Petrikat ein Stipendium des Landes Niedersachsen für künstlerische Ausbildung. Er war anschließend als freischaffender Bildhauer in Göttingen tätig. Seit 1958 stellte er auf der Internationalen Frankfurter Messe Skulpturen und Reliefs aus exotischen Edelhölzern auf. Ab 1964 bestand eine Zusammenarbeit mit der Holzbildhauermeisterfamilie Fritz und Roland Bätz in Coburg. 1964 studierte Petrikat etruskische und frühchristliche Kunst in Italien. Von 1962 bis 1970 hatte Petrikat eine Ateliergemeinschaft mit dem Metallbildhauer und Maler Henry Hinsch. An seiner Seite war er auch in der Göttinger Künstlergruppe „Kreis 34“ tätig.
1969 war Petrikat für die Durchführung des Göttinger Kunstmarktes zuständig. 1966 war er Mitbegründer des Förderkreises für freischaffende Künstler in Göttingen und dort bis 1971 tätig.
1978 erwarb Petrikat ein großes Bauernhaus in Deitersen (Solling) bei Dassel. Dort gründete er gemeinsam mit seinem Sohn Wolfhard die Sollingsgalerie, die durch die Zusammenarbeit mit Künstlern wie Salvador Dalí, Ernst Fuchs und Jean-Baptiste Valadie in der Region bekannt wurde.

## Ausstellungen
Petrikat stellte unter anderem in Antwerpen, Brüssel, Göttingen, Goslar, Kassel, Köln und Utrecht aus. Werke von Petrikat sind außerdem im Ostpreußischen Landesmuseum in Lüneburg ausgestellt.